# イジャスラフ・ウラジミロヴィチ (ポロツク公)
イジャスラフ・ウラジミロヴィチ（ベラルーシ語: Ізяслаў Уладзіміравіч、978/9年 - 1001年）は、ポロツク・イジャスラフ朝(ru)の創始者である。キエフ大公ウラジーミル1世とログネダとの間の子。ポロツク公：989年 - 1001年。

## 経歴
『原初年代記』に従うならば、980年もしくは981年にキエフで生まれたことになる。しかし、両親の結婚の時期を考慮するならば、おそらく978年の冬から翌年の春のうちに誕生したと考えられる。これはイジャスラフがログネダの子の中で最も年長であることからも妥当である。
987年、ログネダがウラジーミル1世の暗殺に失敗した後、ログネダと共にイジャスラヴリ（現ベラルーシ・ザスラーウエ）に移り住んだ。988年に他の兄弟と共に洗礼を受け、989年にはポロツク公国を受領した。ブリャチスラフとフセスラフという2人の子をもうけ、1001年に死去した。イジャスラフ相伝の印章（タムガ(en)）として、中央の刃に小さな十字架をあしらった三叉戟の紋章が知られている。
『原初年代記』におけるイジャスラフの記述はわずかであるが、イジャスラフの死の100年後、年代記作者は、キエフ大公国のウラジーミル1世の子孫と、ポロツク公国のイジャスラフの子孫との間の反目の原因の説明を望まれるようになった。そこで、ログネダがウラジーミルの暗殺に失敗した際に、イジャスラフが母の方に付き、母を救ったという伝説が引用された。また、16世紀の『ニコン年代記』では、イジャスラフは温厚で慈愛に満ち、教養のある人物であったと記されている。

## イジャスラフの印章
1954年、ノヴゴロドで、東欧の古い文字体系による文字が刻まれた印章が発見された。印章は鉛を彫ったもので、表側にあたる面には、リューリク朝の三叉戟の異体形（上記の、中央の刃に小さな十字架をあしらった三叉戟）の図柄があった。三叉戟を囲む「ΝΖAC**OΖO」の文字は、おそらく「ΝΖACΛΑOZO」（イジャスラフの名を意味する）であると推測された。裏面は図柄はなく、また磨り減っていたため5文字が識別できなかったが、最初の文字は「ГРΑΔ」であることから、おそらく「ГРΑΔΠΛΤСΚ」（город Полоцк。都市ポロツクという意味）という文字であると推測された。印章の寸法は幅38mm、縦24-30mm、厚みは11mm、彫られた部分は8mmである。

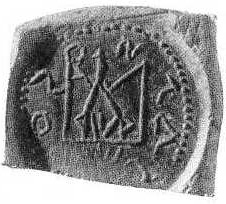
印章の表面
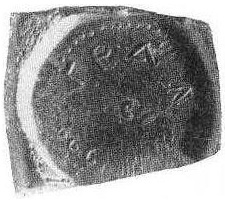
印章の裏面

## 妻子
妻の名前は不明である。2人の子が生まれた。
- フセスラフ（997/9年 - 1003年） - ポロツク公（1001年 - 1003年）
- ブリャチスラフ（997年頃 - 1044年） - ポロツク公（1003年 - 1044年）